# Cal Sala (Guissona)
Cal Sala és un habitatge a la vila de Guissona (Segarra) catalogat a l'Inventari del Patrimoni Arquitectònic de Catalunya. Edifici que consta de tres pisos. A la planta baixa, hi ha la porta del garatge, I una de petita que dona accés a l'habitatge, la qual a la part superior té barnillons decoratius de ferro forjat. La façana alterna pedres picades de forma rectangular amb d'altres més estretes de pedra llisa, que donen ritme i moviment a l'edifici. Els dos pisos superiors, tenen dos balcons cadascun, amb petita motllura de línies rectes que el recorren. Destaquen les baranes de ferro forjat amb forma ondulada a manera d'onada. Fris amb decoració de daus a la part superior i coberta de dues vessants.